# Талеблу, Вахид
Вахид Талеблу (перс. وحيد طالب‌لو‎; род. 26 мая 1982, Тегеран) — иранский футболист, игравший на позиции вратаря. Участник чемпионата мира 2006 года в составе национальной сборной Ирана.

## Клубная карьера
Родился 26 мая 1982 года в городе Тегеран. Воспитанник футбольной школы клуба «Эстегляль». Взрослую футбольную карьеру начал в 2002 году в основной команде того же клуба, в которой провёл девять сезонов, приняв участие в 150 матчах чемпионата. В 2005 году сумел выиграть конкуренцию у вратаря национальной сборной Мехди Рахмати и заявить о себе в воротах столичного клуба в сезоне 2005/2006, получив приз лучшему вратарю Ирана. В этом сезоне клуб сумел стать национальным чемпионом, в дальнейшем Талеблу также становился чемпионом Ирана в 2009 году и обладателем Кубка Ирана в 2009 году.
Впоследствии с 2011 по 2014 год играл в клубах «Шахин» и «Рах Ахан». В 2014 году вернулся в «Эстегляль», где проиграл конкуренцию Мехди Рахмати. Из-за недостатка игровой практики в 2016 году перешёл в клуб «Фулад», где и завершил карьеру год спустя.

## Выступления за сборную
22 февраля 2006 года дебютировал в официальных матчах в составе национальной сборной Ирана в матче отборочного турнира Кубка Азии 2007 года против Китайского Тайбэя (4:0). В 2006 году Бранко Иванкович включил его в состав сборной на чемпионат мира в Германии, где он был дублёром основного вратаря Эбрахима Мирзапура.
В июле 2007 года присоединился к иранской команде на Кубок Азии и принял участие последней игре Ирана на турнире, четвертьфинале против Республики Корея. Наконец, в 2008 году Талеблу получил шанс проявить себя в качестве основного вратаря на чемпионате Федерации футбола Западной Азии и выиграл турнир.

## Титулы и достижения
- Победитель Чемпионата Западной Азии: 2008